# Зажигин, Александр Сергеевич
Зажигин Александр Сергеевич (12 сентября 1923 — 5 июня 2016) — советский организатор авиационной промышленности.

## Биография
В 1947 году окончил МАИ. С 1947 года по 1954 год работал в КБ Ильюшина инженером-конструктором III, II и I категории. С 1954 года на заводе имени Сухого П. О. ведущим конструктором, начальником конструкторского отдела, секретарем парткома завода, с 1961 года главным инженером и с 1971 года директором завода. Всего в авиационной промышленности 49 лет. В 1971 году была присвоена учёная степень кандидата технических наук, в 1974 году, в связи с пребыванием на должности директора завода, окончил Институт управления народным хозяйством.
Под его руководством и при непосредственном участии завод был полностью реконструирован и технически перевооружен, построено более 100 тыс. м² новых производственных площадей, созданы мощные вычислительные центры, лабораторно стендовые и научно-исследовательские базы, обеспечивающие создание истребителей-бомбардировщиков и истребителей перехватчиков (Су-7, Су-9, Су-11, Су-15, Су-22, Су-24, Су-27) и стратегического ракетоносца T-4 с крейсерской скоростью более 3000 км в час из высокопрочных титановых сплавов и нержавеющих сталей.
А. С. Зажигин проявил себя грамотным руководителем с большим практическим опытом в конструкторской, организационной и хозяйственной деятельности. Автор 30 изобретений. Дважды избирался депутатом Фрунзенского Совета Депутатов Трудящихся.

## Награды
- Орден «Знак Почёта» (1966)
- Орден Трудового Красного Знамени (1971)
- Государственная премия СССР (1975)